# U.S. National Indoor Tennis Championships 2013
Tenisový turnaj U.S. National Indoor Tennis Championships byla společná událost mužského okruhu ATP World Tour a ženského okruhu WTA Tour, hraná v areálu oddílu Racquet Club of Memphis na krytých dvorcích s tvrdým povrchem. Konala se mezi 16. až 24. únorem 2013 v americkém Memphisu jako 38. ročník mužské a 28. ročník ženského turnaje.
Mužská polovina se řadila do kategorie ATP World Tour 500 a její dotace činila 1 353 550 amerických dolarů. Ženská polovina hraná pod názvem Memphis International měla rozpočet 235 000 dolarů a byla součástí WTA International Tournaments.

## Distribuce bodů a finančních odměn

### Distribuce bodů
| Soutěž       | Vítězové | F   | SF  | ČF | 16 v kole | 32 v kole | Q  | Q2 | Q1 |
| ------------ | -------- | --- | --- | -- | --------- | --------- | -- | -- | -- |
| dvouhra mužů | 500      | 300 | 180 | 90 | 45        | 0         | 20 | 10 | 0  |
| čtyřhra mužů | 500      | 300 | 180 | 90 | 0         |           |    |    |    |
| dvouhra žen  | 280      | 200 | 130 | 70 | 30        | 1         | 10 | 6  | 1  |
| čtyřhra žen  | 280      | 200 | 130 | 70 | 1         |           |    |    |    |

### Finanční odměny
| Soutěž         | Vítězové | F        | SF      | ČF      | 16 v kole | 32 v kole | Q2     | Q1   |
| -------------- | -------- | -------- | ------- | ------- | --------- | --------- | ------ | ---- |
| dvouhra mužů   | $291 800 | $131 560 | $62 320 | $30 070 | $15 330   | $8 435    | $950   | $525 |
| čtyřhra mužů * | $86 200  | $38 900  | $18 340 | $8 860  | $4 550    |           |        |      |
| dvouhra žen    | $40 000  | $20 000  | $10 725 | $5 800  | $3 200    | $2 075    | $1 200 | $700 |
| čtyřhra žen *  | $11 500  | $6 000   | $3 200  | $1 700  | $900      |           |        |      |

* na pár

## Dvouhra mužů

### Nasazení
| Stát          | Hráč                | ATP1) | Nasazení |
| ------------- | ------------------- | ----- | -------- |
| Chorvatsko    | Marin Čilić         | 12.   | 1.       |
| Kanada        | Milos Raonic        | 13.   | 2.       |
| Spojené státy | John Isner          | 16.   | 3.       |
| Spojené státy | Sam Querrey         | 20.   | 4.       |
| Japonsko      | Kei Nišikori        | 21.   | 5.       |
| Německo       | Tommy Haas          | 22.   | 6.       |
| Ukrajina      | Alexandr Dolgopolov | 23.   | 7.       |
| Španělsko     | Fernando Verdasco   | 24.   | 8.       |

- 1) Žebříček ATP k 11. únoru 2013.

### Jiné formy účasti
Následující hráčí obdrželi divokou kartu do hlavní soutěže:
- James Blake
- Steve Johnson
- Jack Sock

Následující hráči postoupili z kvalifikace:
- Alex Bogomolov
- Ilja Marčenko
- Rhyne Williams
- Donald Young
  -  Michael Russell – jako šťatný poražený

### Odhlášení
- Kevin Anderson (poranění lokte)
- Brian Baker (poranění kolena)
- Mardy Fish (srdeční potíže)
- Blaž Kavčič
- Lukáš Lacko
- Fernando Verdasco (krční poranění)

### Skrečování
- Tommy Haas (nemoc)
- Xavier Malisse (poranění zad)
- Marinko Matosevic (poranění nohy)

## Mužská čtyřhra

### Nasazení
| Stát          | Hráč           | Stát          | Hráč          | ATP1 | Nasazení |
| ------------- | -------------- | ------------- | ------------- | ---- | -------- |
| Spojené státy | Bob Bryan      | Spojené státy | Mike Bryan    | 3.   | 1.       |
| Bělorusko     | Max Mirnyj     | Rumunsko      | Horia Tecău   | 14.  | 2.       |
| Polsko        | Łukasz Kubot   | Kanada        | Daniel Nestor | 36.  | 3.       |
| Rakousko      | Alexander Peya | Brazílie      | Bruno Soares  | 42.  | 4.       |

- 1 Žebříček ATP k 11. únoru 2013; číslo je součtem žebříčkového postavení obou členů páru.

### Jiné formy účasti
Následující páry obdržely divokou kartu do hlavní soutěže:
- James Blake /  Jack Sock
- Christian Harrison /  Ryan Harrison

Následující páry nastoupily do hlavní soutěže z pozice náhradníků:
- Jaroslav Levinský /  Lu Jan-sun
- Xavier Malisse /  Marinko Matosevic

### Odhlášení
- John Isner
- Fernando Verdasco

## Ženská dvouhra

### Nasazení
| Stát               | Hráčka                 | WTA1) | Nasazení |
| ------------------ | ---------------------- | ----- | -------- |
| Belgie             | Kirsten Flipkensová    | 34.   | 1.       |
| Švédsko            | Sofia Arvidssonová     | 38.   | 2.       |
| Německo            | Sabine Lisická         | 40.   | 3.       |
| Spojené království | Heather Watsonová      | 41.   | 4.       |
| Česko              | Lucie Hradecká         | 52.   | 5.       |
| Jižní Afrika       | Chanelle Scheepersová  | 59.   | 6.       |
| Slovensko          | Magdaléna Rybáriková   | 61.   | 7.       |
| Francie            | Kristina Mladenovicová | 64.   | 8.       |

- 1) Žebříček WTA k 11. únoru 2013.

### Jiné formy účasti
Následující hráčky obdržely divokou kartu do hlavní soutěže:
- Courtney Collinsová
- Victoria Duvalová
- Garbiñe Muguruzaová

Následující hráčky postoupily z kvalifikace:
- Jana Čepelová
- Claire Feuersteinová
- Madison Keysová
- Maria Sanchezová

### Odhlášení
- Anna Tatišviliová

### Skrečování
- Sabine Lisická (gastroenteritida)

## Ženská čtyřhra

### Nasazení
| Stát        | Hráčka                 | Stát               | Hráčka                   | WTA1 | Nasazení |
| ----------- | ---------------------- | ------------------ | ------------------------ | ---- | -------- |
| Česko       | Andrea Hlaváčková      | Česko              | Lucie Hradecká           | 7.   | 1.       |
| Francie     | Kristina Mladenovicová | Kazachstán         | Galina Voskobojevová     | 71.  | 2.       |
| Nový Zéland | Marina Erakovicová     | Spojené království | Heather Watsonová        | 115. | 3.       |
| Lotyšsko    | Līga Dekmeijereová     | Spojené státy      | Megan Moultonová-Levyová | 140. | 4.       |

- 1 Žebříček WTA k 11. únoru 2013; číslo je součtem žebříčkového postavení obou členek páru.

### Jiné formy účasti
Následující páry obdržely divokou kartu do hlavní soutěže:
- Stefanie Mikeszová /  Caroline Wegnerová
- Taylor Townsendová /  Coco Vandewegheová

Následující páry nastoupily do hlavní soutěže z pozice náhradníků:
- Alyssa Hibberdová /  Tiffany Welcherová
- Ashley Murdocková /  Marija Slupská

### Odhlášení
- Xenija Pervaková (poranění bederní páteře)
- Valeria Savinychová (poranění pravého ramena)

## Přehled finále

### Mužská dvouhra
- Kei Nišikori vs.  Feliciano López, 6–2, 6–3

### Ženská dvouhra
- Marina Erakovicová vs.  Sabine Lisická, 6–1skreč.

### Mužská čtyřhra
- Bob Bryan /  Mike Bryan vs.  James Blake /  Jack Sock, 6–1, 6–2

### Ženská čtyřhra
- Kristina Mladenovicová /  Galina Voskobojevová vs.  Sofia Arvidssonová /  Johanna Larssonová, 7–6(7–5), 6–3